# Agno de Zaragoza
El beato Agno nació en Gallur, provincia de Zaragoza en 1190 y falleció en Zaragoza, en 1260.
El nombre real de este beato era Lope Fernando de Ayn. El sobrenombre le fue impuesto por el papa Inocencio VI en distinción a su bondad.
Fue canónigo y superior de el Pilar de Zaragoza, y el primer aragonés que ingreso en la Orden de San Francisco.
Comisionado en Roma, se hizo admirar por su predicación, por lo cual fue nombrado obispo de Marruecos y legado apostólico en esta parte de África. En Marruecos estableció la sede episcopal y fue admirado por el mismo soberano musulmán por su generosidad y desinterés. En 1255 fue comisionado como legado pontificio por el papa Alejandro IV para delimitar el obispado de Cartagena y de otras dos sedes peninsulares, cuyas tierras habían sido arrebatadas a los musulmanes.
Volvió a Roma con el fin de obtener ayudar para su labor misionera y obtuvo permiso para peregrinar a Tierra Santa. Al volver de allí, en 1255, Alejandro IV le encargó, en calidad de legado, delimitar los límites de la diócesis de Cartagena y de otros dos nuevos obispados, creados en tierras conquistadas a los musulmanes. Hacia el final de su vida volvió a Zaragoza, al convento de los frailes menores.
Murió en 1260, siendo enterrado en el mismo convento. En 1286, cuando los franciscanos se trasladaron de convento, exhumaron el cuerpo y lo llevaron al nuevo, enterrándolo en la iglesia, al lado del Evangelio situado en el altar mayor. El convento y los restos desaparecieron en 1809, destruidos por el ejército francés.
Se conservan algunas cartas sobre el apostolado en África y algunos sermones, en español, latín y árabe.